# Andens frukter

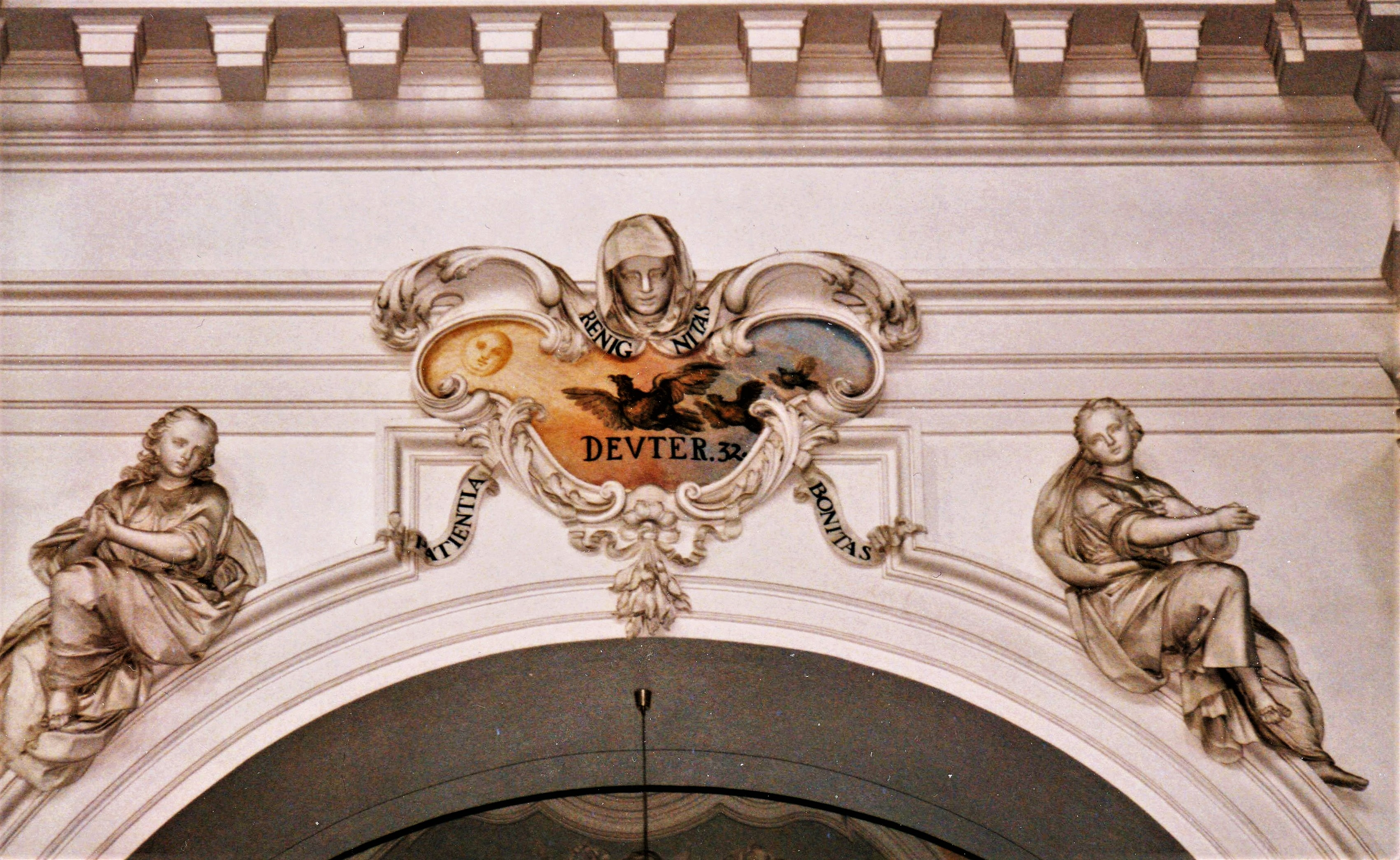
På en arkadbåge i Katedralen i Fulda skildras tre av andens frukter: tålamod, mildhet, godhet.

Andens frukt är inom kristendomen de egenskaper som befrämjas av långvarig kontakt med den Helige Ande.
Uttrycket kommer från Paulus som i Galaterbrevet 5:22–23 räknar upp följande nio egenskaper:
- kärlek
- glädje
- frid
- tålamod
- vänlighet
- godhet
- trofasthet
- ödmjukhet
- självbehärskning